# Islas Kaniet
Las islas Kaniet son un archipiélago formado por cuatro pequeñas islas (Taling, Tatak, Islet y Suf) y un islote (Vasan). Están situadas al norte de Papúa Nueva Guinea. Son el grupo más oriental de islas dentro de las islas Occidentales del Archipiélago de Bismarck, Papúa Nueva Guinea. 
Localizadas al noreste de las islas Hermit. La isla Sae es una isla cercana que a menudo está subsumida bajo las Islas Kaniet (-Sae), aunque las dos son distintas. Otro nombre para las Islas Kaniet (-Sae) es "Islas Anchorite"
El primer avistamiento de las islas Kaniet por parte de los europeos fue realizado por el navegante español Iñigo Órtiz de Retes el 19 de agosto de 1545 cuando a bordo de la carraca "San Juan" trató de regresar de Tidore a Nueva España. Las catalogó como Hombres Blancos por el color de la piel de sus habitantes que contrastaba con el de la población de Nueva Guinea. En 1780 y 1800 recibieron la visita de nuevas expediciones españolas comandadas respectivamente por Francisco Antonio Mourelle de la Rúa y Juan Antonio de Ibargoitia.